# Taishu Sato
Taishu Sato (em japonês: 佐藤 大宗; Aomori, 20 de outubro de 1993) é um pentatleta japonês.

## Carreira
Ele se tornou campeão nacional japonês pela primeira vez em 2021, marcando um total de 1459 pontos. Durante o evento da Copa do Mundo de Pentatlo de 2022 em Budapeste, Sato protestou publicamente contra a remoção do elemento equestre em futuros eventos de pentatlo moderno vestindo uma camiseta no elemento de esgrima da competição com o slogan "Salve a equitação e mude as regras". Ele ganhou a prata na final da Copa do Mundo no revezamento misto em 2022.
Ele foi medalhista de bronze no evento por equipes masculinas nos Jogos Asiáticos de 2022 em Hangzhou. Nos Jogos, ele terminou em sexto lugar no evento individual. Ele ficou em segundo lugar na etapa da Copa do Mundo de Pentatlo Moderno de 2023 em Sófia, Bulgária.
Nos Jogos Olímpicos de Verão de 2024, em Paris, conquistou a medalha de prata na prova individual masculina.